# 比泰茲
比泰茲（土耳其語：Bitez）是土耳其的城鎮，位於該國西南部，由穆拉省負責管轄，距離博德鲁姆4公里，海拔高度25米，主要經濟活動有旅遊業，農產品有橄欖、柑桔、煙草等，2011年人口8,155。